# Olympische Sommerspiele 2016/Teilnehmer (Bangladesch)
| Gelbes Symbol für Goldmedaillen mit stilisierten Olympischen Ringen | Graues Symbol für Silbermedaillen mit stilisierten Olympischen Ringen | Braundes Symbol für Bronzemedaillen mit stilisierten Olympischen Ringen |
| ------------------------------------------------------------------- | --------------------------------------------------------------------- | ----------------------------------------------------------------------- |
| —                                                                   | —                                                                     | —                                                                       |

Bangladesch nahm an den Olympischen Spielen 2016 in Rio de Janeiro teil. Es war die insgesamt neunte Teilnahme an Olympischen Sommerspielen.
Fahnenträger bei der Eröffnungsfeier war der Golfer Siddikur Rahman.

## Teilnehmer nach Sportarten

### Bogenschießen
| Athleten    | Wettbewerb | Qualifikation | Qualifikation | 1. Runde         | 1. Runde    | 2. Runde      | 2. Runde      | Achtelfinale  | Achtelfinale  | Viertelfinale | Viertelfinale | Halbfinale    | Halbfinale    | Finale        | Finale        | Rang |
| Athleten    | Wettbewerb | Ringe         | Rang          | Gegner           | Ergebnis    | Gegner        | Ergebnis      | Gegner        | Ergebnis      | Gegner        | Ergebnis      | Gegner        | Ergebnis      | Gegner        | Ergebnis      | Rang |
| ----------- | ---------- | ------------- | ------------- | ---------------- | ----------- | ------------- | ------------- | ------------- | ------------- | ------------- | ------------- | ------------- | ------------- | ------------- | ------------- | ---- |
| Frauen      |            |               |               |                  |             |               |               |               |               |               |               |               |               |               |               |      |
| Shamoli Ray | Einzel     | 600           | 53            | Gabriela Bayardo | 0:6 (75:85) | ausgeschieden | ausgeschieden | ausgeschieden | ausgeschieden | ausgeschieden | ausgeschieden | ausgeschieden | ausgeschieden | ausgeschieden | ausgeschieden | 33   |

### Golf
| Athleten        | Runde 1 | Runde 2 | Runde 3 | Runde 4 | Gesamt | Par | Rang |
| --------------- | ------- | ------- | ------- | ------- | ------ | --- | ---- |
| Männer          |         |         |         |         |        |     |      |
| Siddikur Rahman | 75      | 70      | 75      | 75      | 295    | +11 | 58   |

### Schießen
| Athleten          | Wettbewerb          | Qualifikation   | Qualifikation | Finale          | Finale        | Ringe/ Scheiben | Rang |
| Athleten          | Wettbewerb          | Ringe/ Scheiben | Rang          | Ringe/ Scheiben | Rang          | Ringe/ Scheiben | Rang |
| ----------------- | ------------------- | --------------- | ------------- | --------------- | ------------- | --------------- | ---- |
| Männer            |                     |                 |               |                 |               |                 |      |
| Abdullah Hel Baki | Luftgewehr 10 Meter | 621,2           | 25            | ausgeschieden   | ausgeschieden | 621,2           | 25   |

### Schwimmen
| Athleten              | Wettbewerb     | Vorlauf | Vorlauf | Halbfinale    | Halbfinale    | Finale        | Finale        | Rang |
| Athleten              | Wettbewerb     | Zeit    | Rang    | Zeit          | Rang          | Zeit          | Rang          | Rang |
| --------------------- | -------------- | ------- | ------- | ------------- | ------------- | ------------- | ------------- | ---- |
| Frauen                |                |         |         |               |               |               |               |      |
| Sonia Akter Tumpa     | 50 m Freistil  | 29,99 s | 69      | ausgeschieden | ausgeschieden | ausgeschieden | ausgeschieden | 69   |
| Männer                |                |         |         |               |               |               |               |      |
| Mahfizur Rahman Sagor | 100 m Freistil | 23,92 s | 54      | ausgeschieden | ausgeschieden | ausgeschieden | ausgeschieden | 54   |